# Javi García
Francisco Javier "Javi" García Fernández (phát âm tiếng Tây Ban Nha: [fɾanˈθisko xaβˈjeɾ ˈxaβi ɣaɾˈθi.a feɾˈnandeθ]; sinh ngày 8 tháng 2 năm 1987) là một cầu thủ bóng đá chuyên nghiệp người Tây Ban Nha hiện đang thi đấu cho câu lạc bộ Real Betis ở vị trí tiền vệ phòng ngự, tuy nhiên anh cũng có thể thi đấu như một trung vệ.

## Sự nghiệp quốc tế
García đại diện cho đội U21 quốc gia Tây Ban Nha tham dự Giải vô địch châu Âu UEFA năm 2009, ra sân trong trận đấu gặp đội tuyển Anh (thua 0–2) và cuối cùng bị loại ở vòng bảng.

## Danh hiệu

### Câu lạc bộ
Real Madrid B
- Segunda División B: 2004–05[5]

Real Madrid
- Supercopa de España: 2008[6]
- Primeira Liga: 2009–10[7]
- Taça da Liga: 2009–10, 2010–11, 2011–12

Manchester City
- Premier League: 2013–14 [8]
- Cúp Liên đoàn bóng đá: 2013–14 [9]
- Á quân FA Cup: 2012–13[10]

Zenit Saint Petersburg
- Giải Ngoại hạng Nga: 2014–15 [11]
- Cúp quốc gia Nga: 2015–16
- Siêu cúp Nga: 2015, 2016

### Quốc tế
U19 Tây Ban Nha
- UEFA European Under-19 Championship: 2006 [12]